# 大木健
大木 健（おおき たけし、1925年〈大正14年〉12月2日 - 1990年〈平成2年〉7月13日）は、日本のフランス文学者。  

## 人物・来歴
東京生まれ。東京高等学校（旧制）卒、新潟医科大学中退。1950年東京大学文学部仏文科卒、東北大学助手、1952年教養部講師、1962年助教授、1969年教授、1969年「シモーヌ・ヴェイユにおける不幸の意味に関する研究」で東北大学文学博士。1989年定年退官、名誉教授、東北学院大学教授。

## 著書
- 『シモーヌ・ヴェイユの生涯』勁草書房、1964
- 『シモーヌ・ヴェイユの不幸論』勁草書房、1969
- 『フランス文法50のポイント』白水社、1973
- 『フランス文法 整理と解説』白水社、1983
- 『カルカソンヌの一夜 ヴェイユとブスケ』朝日出版社、1989
- 『とんぼのいのり 大木健随筆集』大木和子編、講談社出版サービスセンター (製作)、1994

### 共編著
- 『フランス文法小辞典』佐藤房吉共著、駿河台出版社、1963
- 『実用初等フランス語』佐藤房吉、泉田武二共著、白水社、1964
- 『フランス文法表 インデックス式』佐藤房吉、泉田武二共著、白水社、1966
- 『教養フランス語講座』佐藤房吉、山本有幸共著、朝日出版、1975
- 『フランス基本熟語辞典』佐藤房吉、泉田武二共編、白水社、1976

### 翻訳
- ウィリアム・N.ロック『科学者のためのフランス語』佐藤房吉、泉田武二共訳、評論社、1966
- 『シモーヌ・ヴェーユ著作集 第4　ある修道者への手紙』春秋社、1967
- アラン『幸福論』評論社の教養叢書、1972
- ルナール『にんじん』評論社 ニューファミリー文庫 世界の名作、1972
- フランソワ・フォンヴィエイユ=アルキル『カラー版世界の文豪叢書 24 ジッド』評論社、1976